# Liste der Monuments historiques in Carbon-Blanc
Die Liste der Monuments historiques in Carbon-Blanc führt die Monuments historiques in der französischen Gemeinde Carbon-Blanc auf.

## Liste der Objekte
| Bezeichnung                 | Beschreibung | Standort                          | Kennzeichnung | Schutzstatus | Datum | Bild |
| --------------------------- | ------------ | --------------------------------- | ------------- | ------------ | ----- | ---- |
| Ölgemälde Christus am Kreuz | um 1600      | im Pfarrhaus der Kirche St-Paulin | PM33001099    | Classé       | 2002  |      |